# SoftMaker Office
SoftMaker Office é um conjunto de aplicativos de escritório desenvolvido desde 1987 pela SoftMaker Software GmbH, com sede em Nuremberga, na Alemanha.
SoftMaker Office está disponível para Windows, Linux e macOS e como uma aplicação para Android e iOS.

## SoftMaker FreeOffice
Versão gratuita do SoftMaker Office, é licenciado para utilização particular e profissional, para Windows e Linux, e distribuído com um processador de texto, uma planilha e um programa de apresentações gráficas. Possui maior compatibilidade com o Microsoft Office do que o LibreOffice.